# Поляна (Стрийський район)
Поля́на — село в Україні, у Стрийському районі Львівської області. Населення становить 392 особи. Орган місцевого самоврядування до 2015 року Красівська сільська рада, а з 2015 року - Тростянецька сільська рада Тростянецької об'єднаної територіальної громади.

## Географія
Село розташоване у лісистій місцині поміж двома хребтами. Їх схили звернені до півдня та півночі. Саме ж село розміщене у широкій долині, завдовжки 7 кілометрів. Місцеві ґрунти глинясті, трапляються чорноземи. Віддаленість від центру села до шосейної дороги — 7 км, від райценту Миколаїв — 14 км. Відстань до найближчої залізничної станції Миколаїв або Вибранівка — 14 км.

## Історія

### Найдавніші часи

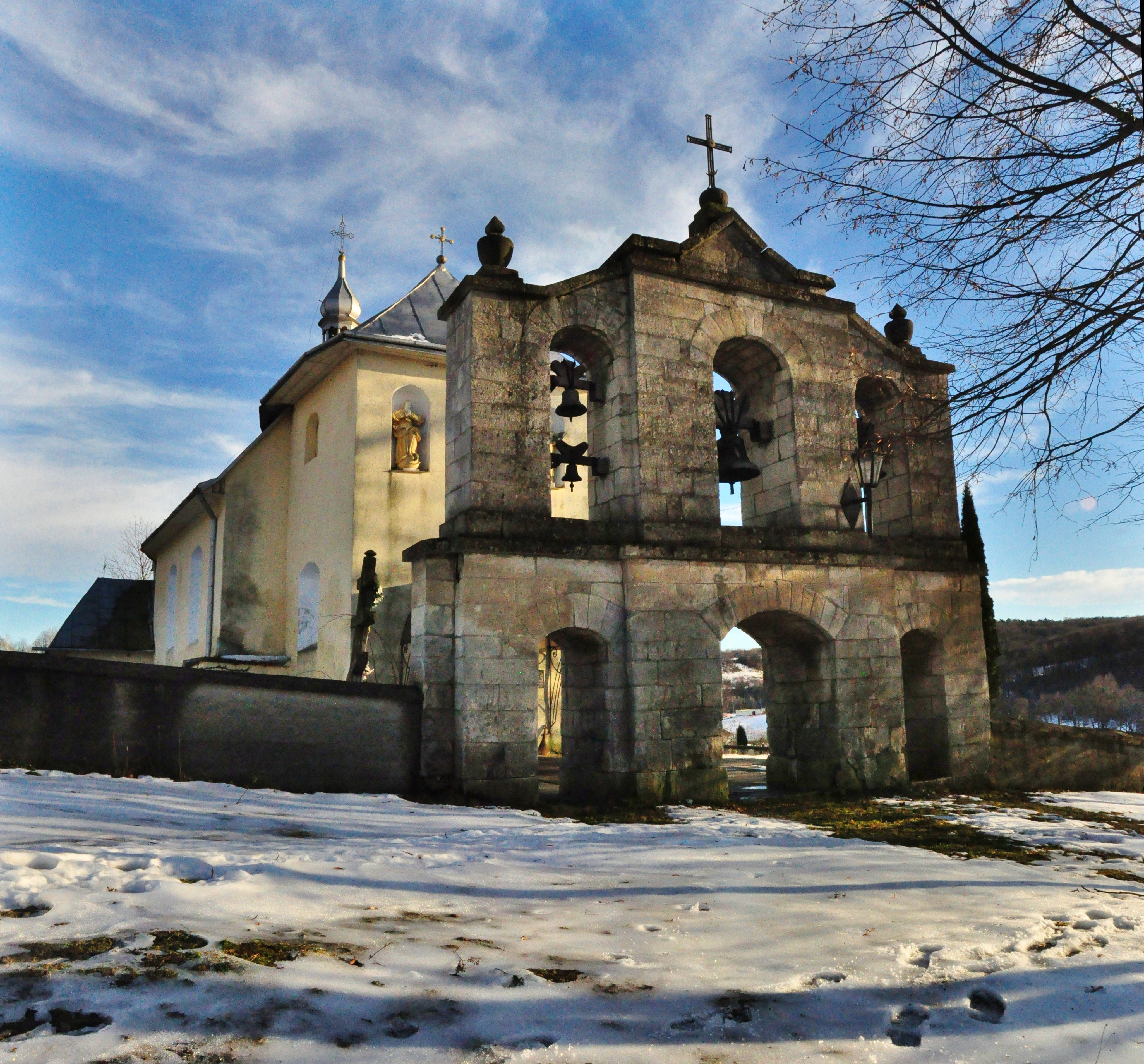
Церква св. Івана Золотоустого 1770 р.

За народними переказами, Поляну заснували у XVI ст. мешканці села Грімне, коли шукали порятунку від турецько-татарської навали й знайшли схованку у цьому місці — серед лісів. Згодом ці поселенці вирубали частину лісу, почали займатися землеробством і скотарством. Назва поселення походить від слова «поляна» — частину поля чи лугу серед лісу.
Збереглися прізвища перших ремісників села — вугляра звали Олекса Дзюбатий, а бондар мав прізвище Кисіль. Віддавна в цьому поселенні діяв ремісничий цех з виготовлення скла — гута. Від нього походила однойменна назва сільської вулиці.

### Австрійський період (1772—1918р.р.)
Після польської експансії частину села заселили тамтешні шляхтичі. Через те, що вони були багатшими за селян, нове поселення стало зватися Мідяки. Згодом у ньому поселялися українці, євреї. З північної сторони села тягнулася дорога — Гостинець (її назва, як частина Поляни, збереглася серед селян до сьогодні). Через Гостинець полянці возили на фірах вугілля, скло, бочки до річки Дністер. А там продавали купцям.
Землевласникам у селі належало понад 240 га орної землі. Ще майже 25 гектарів мала церква. Селяни-кріпаки щотижня мали відробляти 4-5 днів панщини. До скасування кріпацтва у 1848 році село належало графам Лосям. Управителем був Йоган Бездік (помер 1843 року, похований на сільському цвинтарі. Згодом у кінці XIX ст. й на початку XX ст. землі полянського фільварку належали графу Турусевичу, а опісля перейшли до дідички (сестра жінки Турусевича) Євеліни Становської. Вона була останньою власницею земель села Поляна. Зазвичай самі поміщики проживали у сусідньому селі Бродки. У Поляні ж завжди перебували їхні управителі — Люфт, Маркевич. Останнім представником панів до 1930 року був чоловік на прізвище Фрідліндер.
Окрім землі, поміщики володіли каменоломнею. З села камінь возили зазвичай до Львова на будівництво споруд і пам'ятників. Зокрема з полянського каменю збудовано каплицю Боїмів. Ще однією власністю поміщиків у Поляні було дві корчми: одна запрацювала з 1840 року, а інша — з 1870-го.
Віддавна у сільській хаті біля церкви працювала дяківська школа. Після тривалих клопотань селянам вдалося у 1890 році побудувати нову початкову школу у центрі села. Шосту частину грошей на побудову виділив дідич, решту селяни збирали поміж собою.

### За Польщі (1918—1939р.р.)
Ще у 1939 році понад 30 відсотків населення Поляни були неграмотні.
У селі діяло товариство «Просвіта», а 1937 року за кошти, зібрані громадою, побудовано українську читальню. Медика у Поляні не
було, через те за необхідності люди їздили до лікаря в Щирець або Миколаїв. Візит до лікаря коштував 30-50 злотих.

### За «перших москалів» (1939—1941р.р.)
З розповідей свого діда (дітьми ми до нього казали дзядзьо, а по вуличному — Яндрух (Андрій) Парандій) з Поляни, Мідяків і Гути заможні сім'ї були примусово виселені. Згадував про молоду вродливі жидівку, яку москалі босою гнали до Красова з Мідяків. Середняків і бідних селян не чіпали.

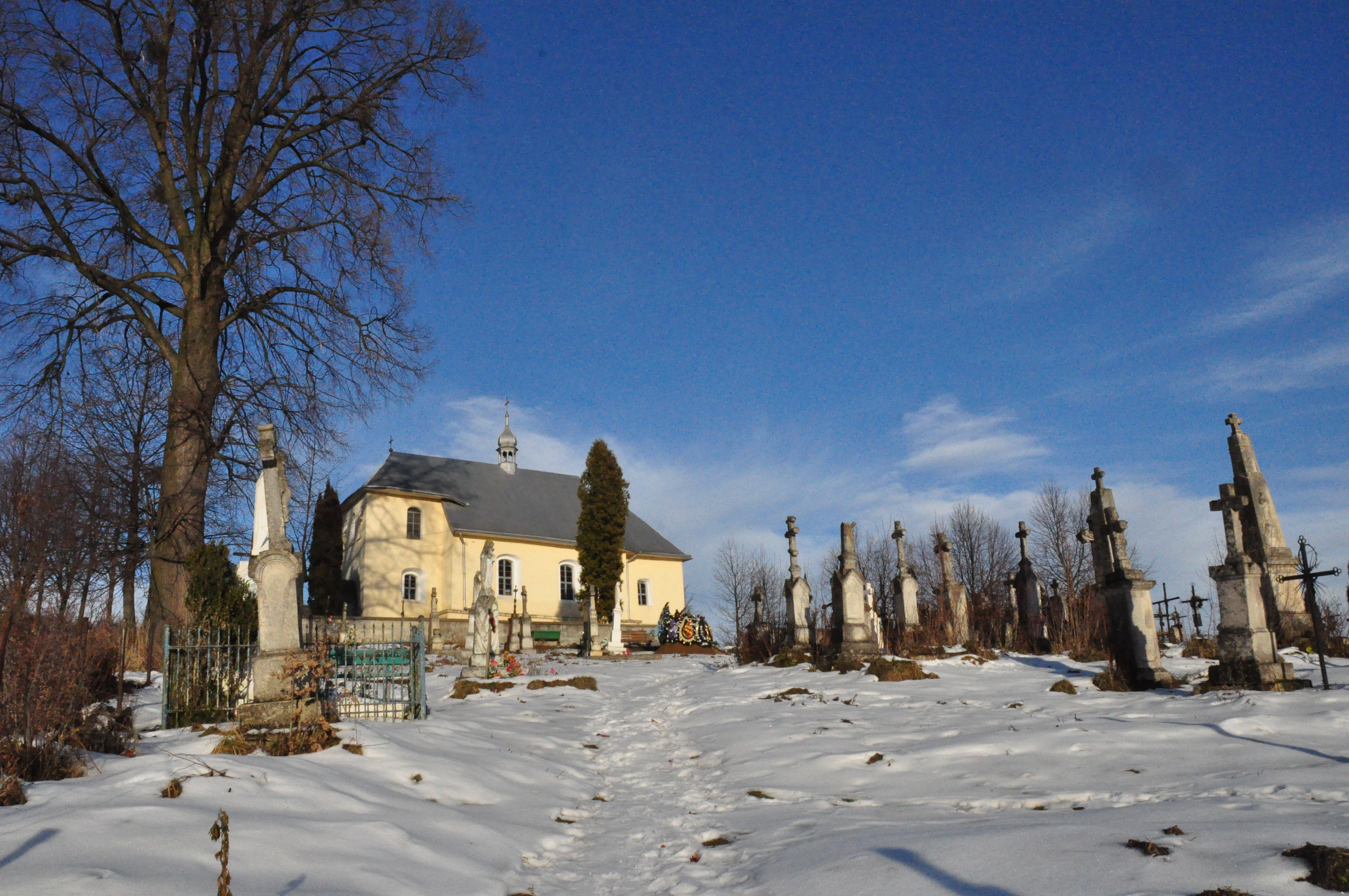
Цвинтар у с. Поляна

### Період Другої світової війни (1941—1944р.р.)
Села Мідяки (місцеві люди казали «Мідікє») та Гута, які знаходились північніше Поляни зазнали нападу партизанів (чи то були бандерівці, чи енкаведисти, невідомо). В дерев'яній стодолі були живцем спалені чоловіки (батько розказував, що були свідки, як зі стодоли зміг вирватись один з бабиних родичів, але автоматною чергою його було вбито). Села перестали існувати. В 70-і роки минулого століття на їх місці ще росли фруктові дерева та збереглись стіни костелу з обваленим дахом. На місці спалення людей місцеві жителі поставили залізний хрест.
Після розстрілу партизанами двох німецьких машин на дорозі зі сторони с. Березини, які перевозили польську сім'ю з майном (залишилось живим немовля, яке спало в машині), німці спалили половину хат в селі Поляна, у тому числі і дідову. Люди ховались по лісах.

### Радянські часи
З приходом радянської влади у селі обрано тимчасовий виконавчий комітет на чолі з Данилом Петрівим, а згодом його замінив Федір Антоняк. Водночас закрито «Просвіту». Школу ж перетворено в семирічку — до неї залучено всіх дітей шкільного віку. Окремо діяла спеціальна вечірня школа для дорослих з метою ліквідації неграмотності. Також відкрито клуб, бібліотеку.
У 1961 році збудовано нову велику школу, на її спорудження держава витратила 30 000 карбованців.

### За незалежної України
Нині село складається з чотирьох хуторів — Гостинець, Гірники, Олійники, Гайдуки, Шутарівка.
У Поляні побудовано нову школу, будинок «Просвіти», є сучасний ФАП, магазин, будинок побуту, база відпочинку, та витяг. На території села є кілька ставків, а також джерела, відомі своєю чистою водою. 5 разів в день регулярно курсує автобус № 157 «Львів-Поляна».
У центрі села стоїть капличка Матері Божої, а на Гуті — каплиця святих Петра і Павла.

## Церква Івана Золотоустого
Сільський храм, названий на честь Івана Золотоустого, датується 1770 роком. Поруч з ним зберігся давній цвинтар. За часи радянської влади церква не діяла, а 27 грудня 1991 року в ній зареєстровано релігійну громаду УГКЦ.

## Відомі земляки
- Андрій (Горак), Митрополит Львівський і Сокальський, постійний член Священного Синоду.
- Думич Петро Карлович (нар. 1935) — художник декоративного скла.
- Романишин Юрій Михайлович (1950) — доктор технічних наук, завідувач кафедри електронних засобів інформаційно-комп'ютерних технологій Національного університету «Львівська політехніка».
- Фітьо Володимир Михайлович (1950) — доктор фізико-математичних наук, професор.

## Світлини

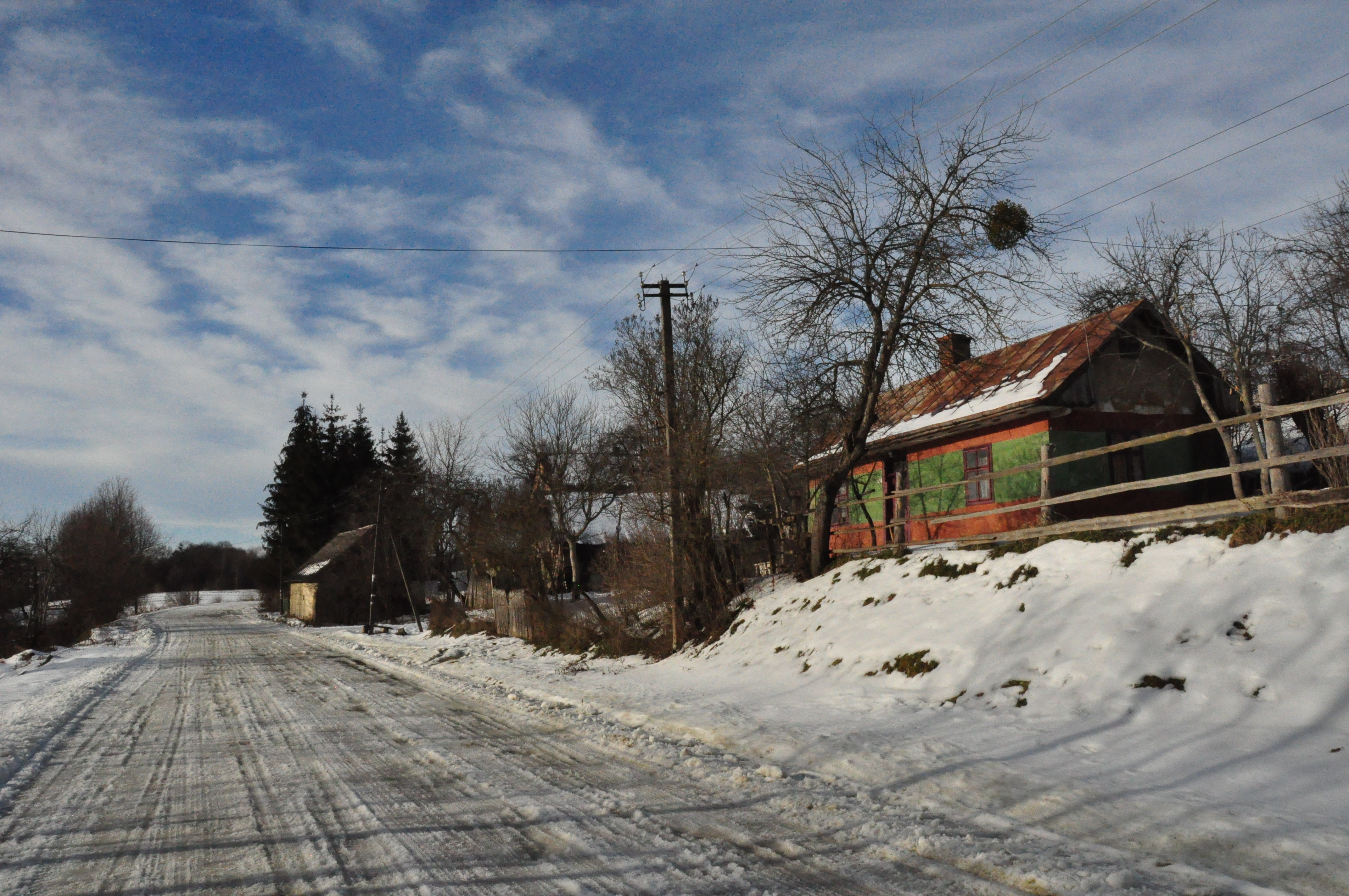
Західна околиця с. Поляна
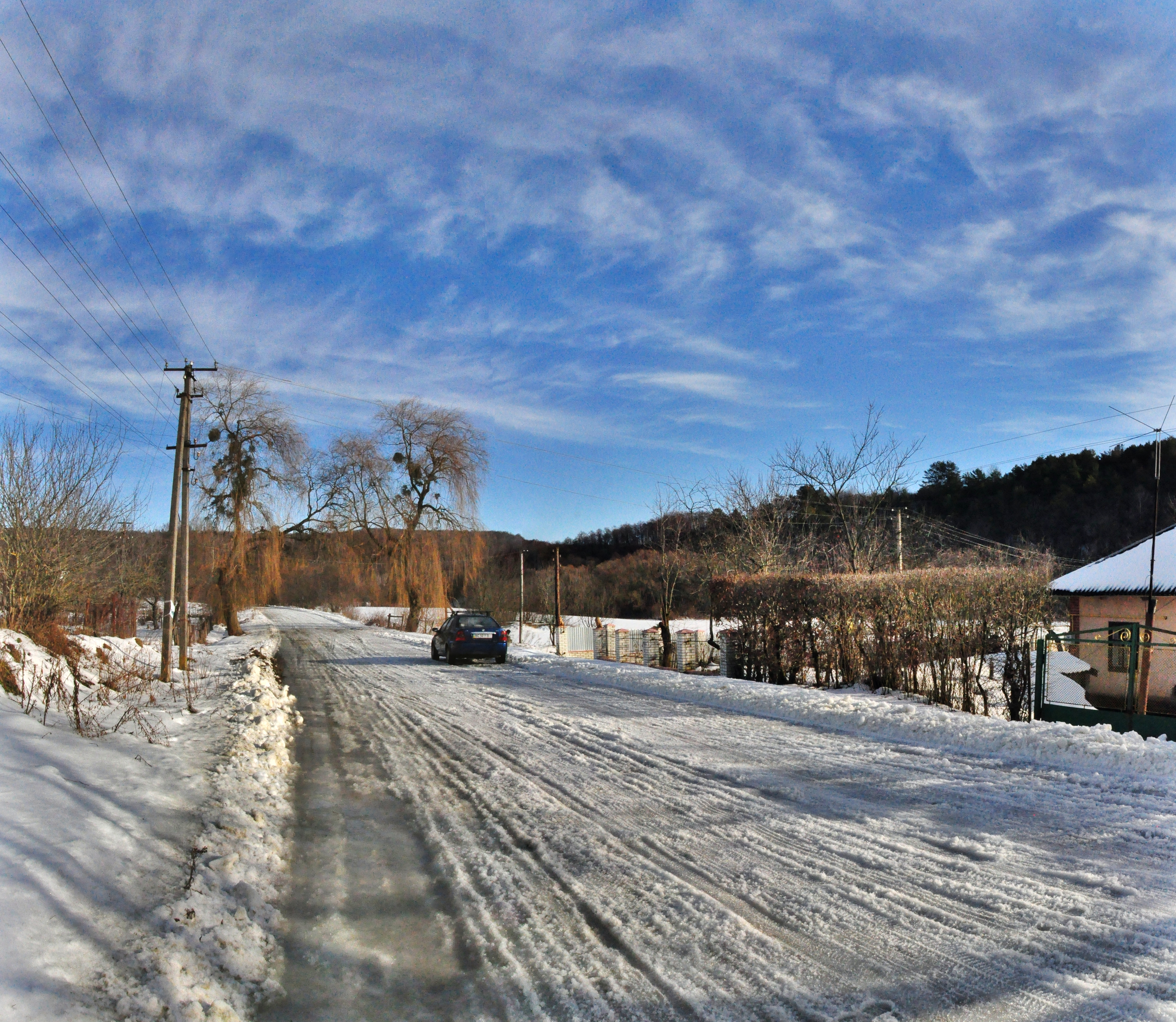
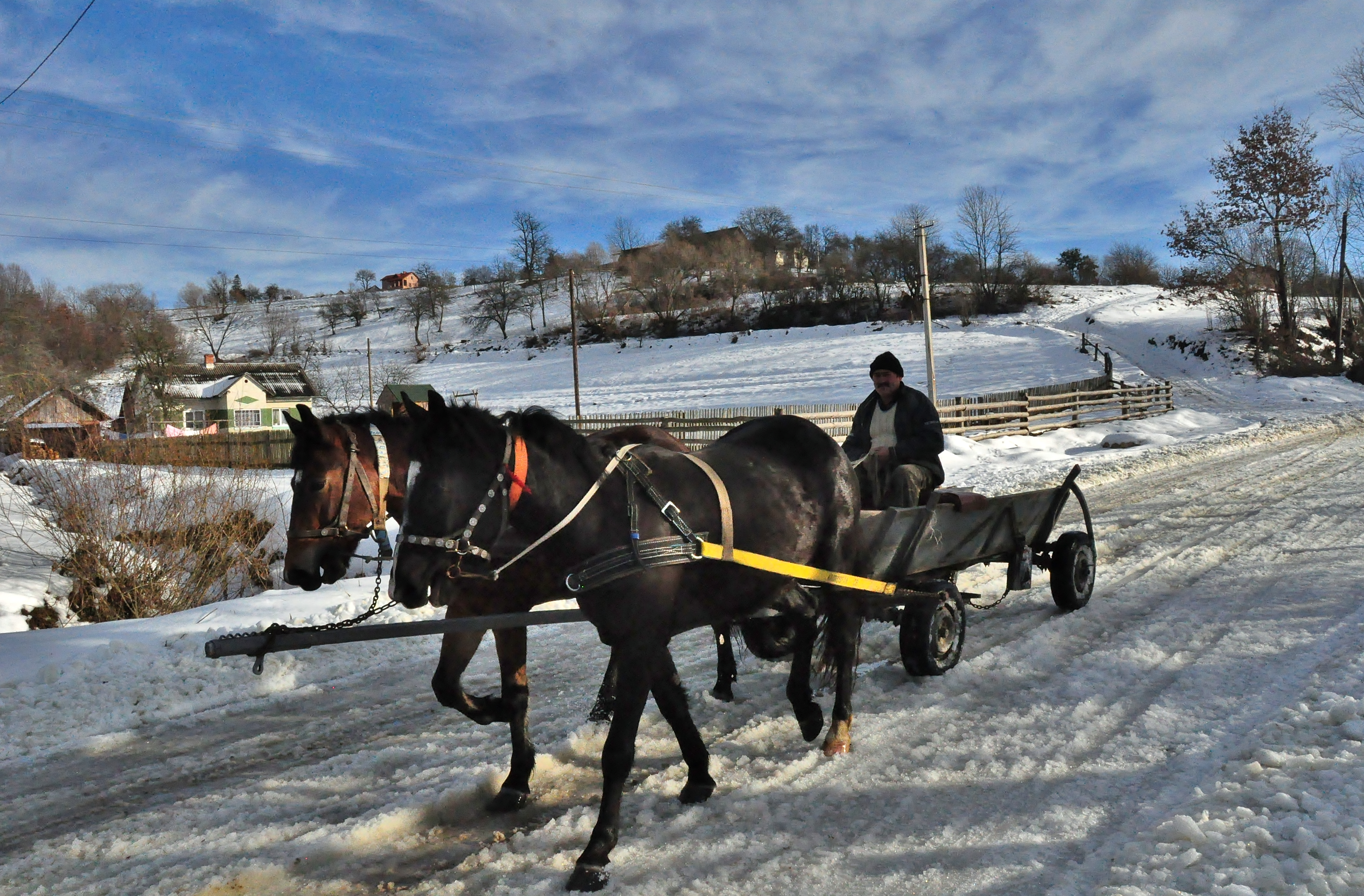
Віз, запряжений кіньми у с. Поляна
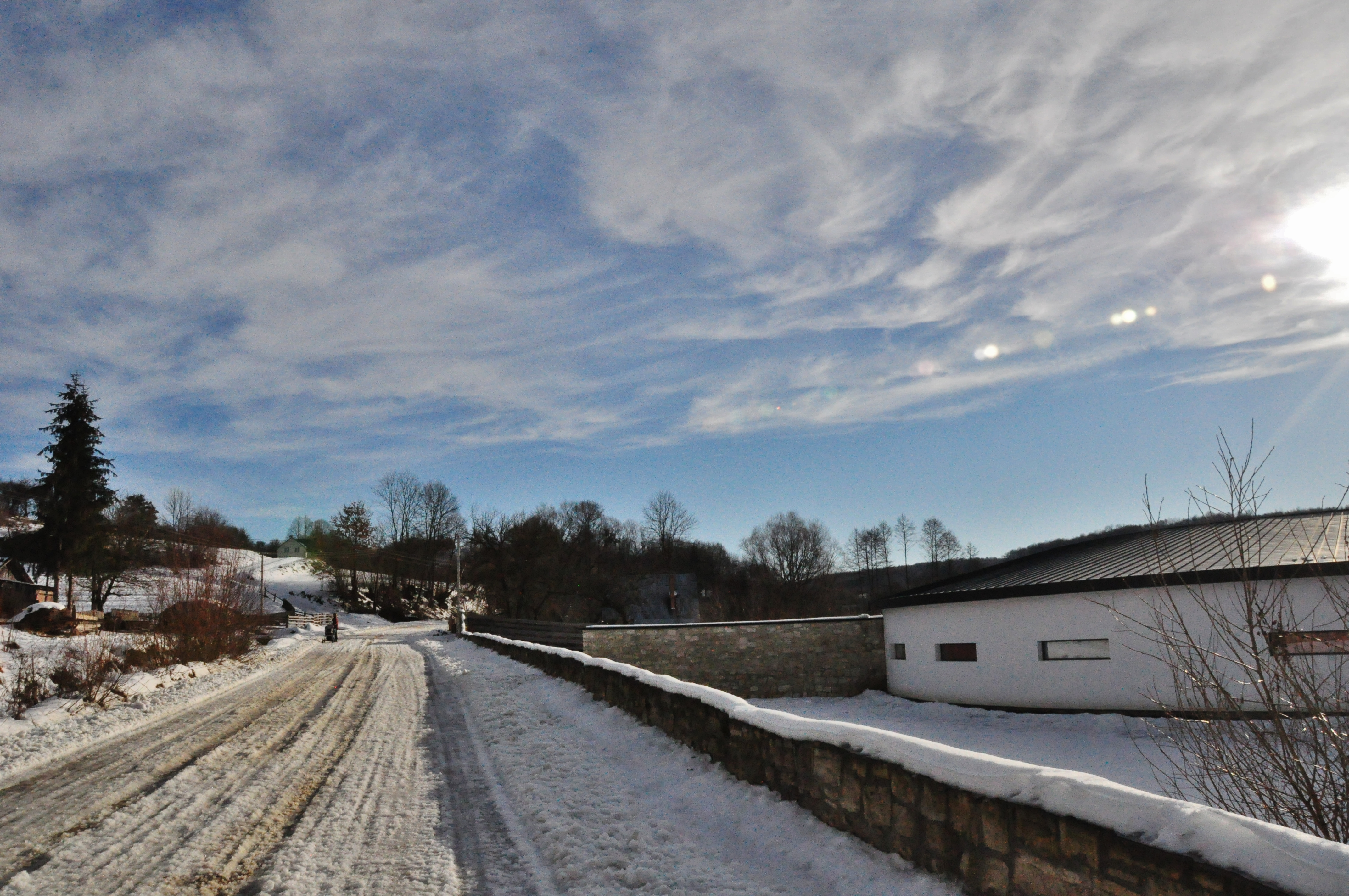
Справа від дороги сучасний будинок голландської родини.
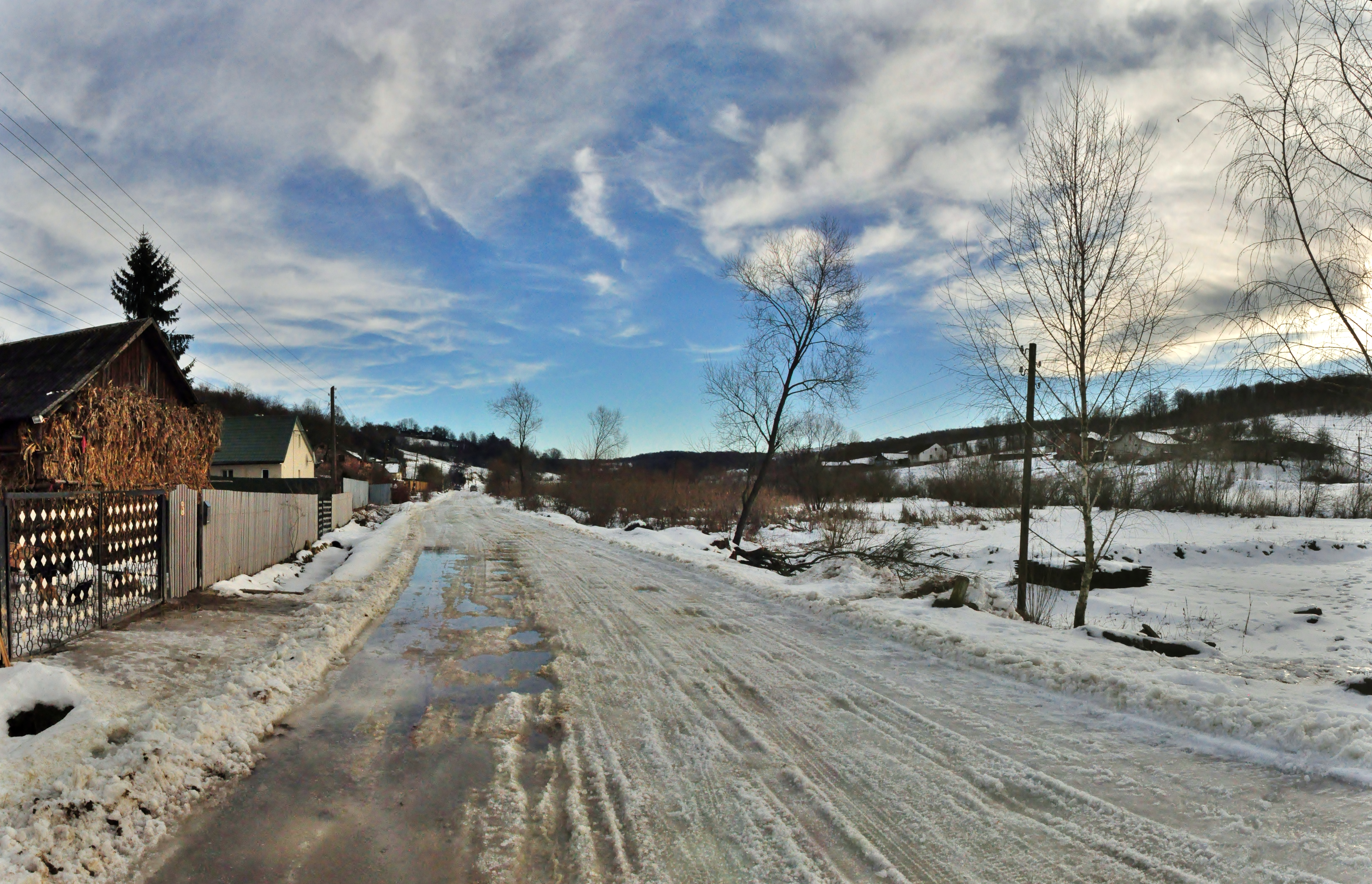
Краєвид села Поляна
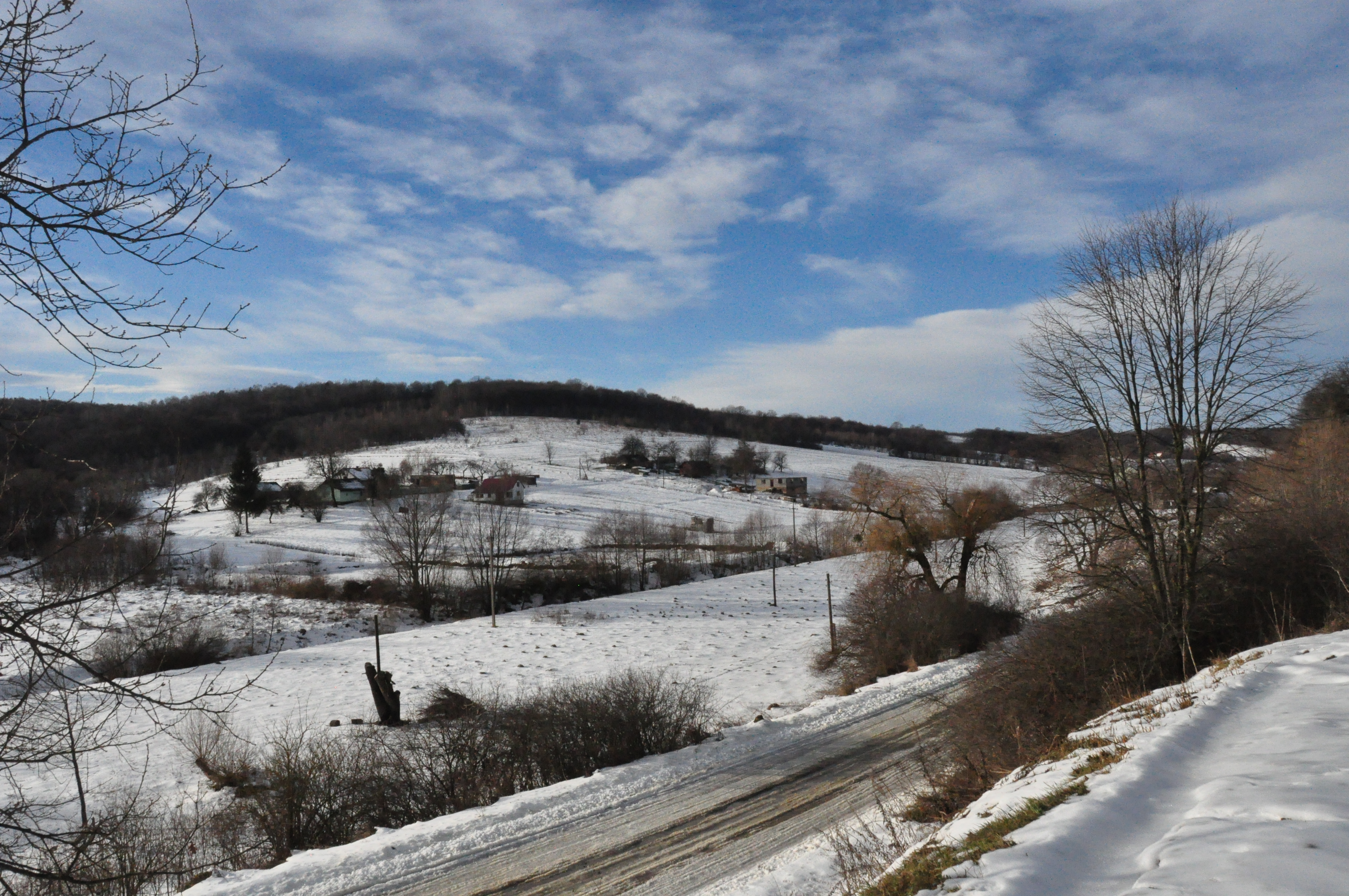
Краєвид села Поляна
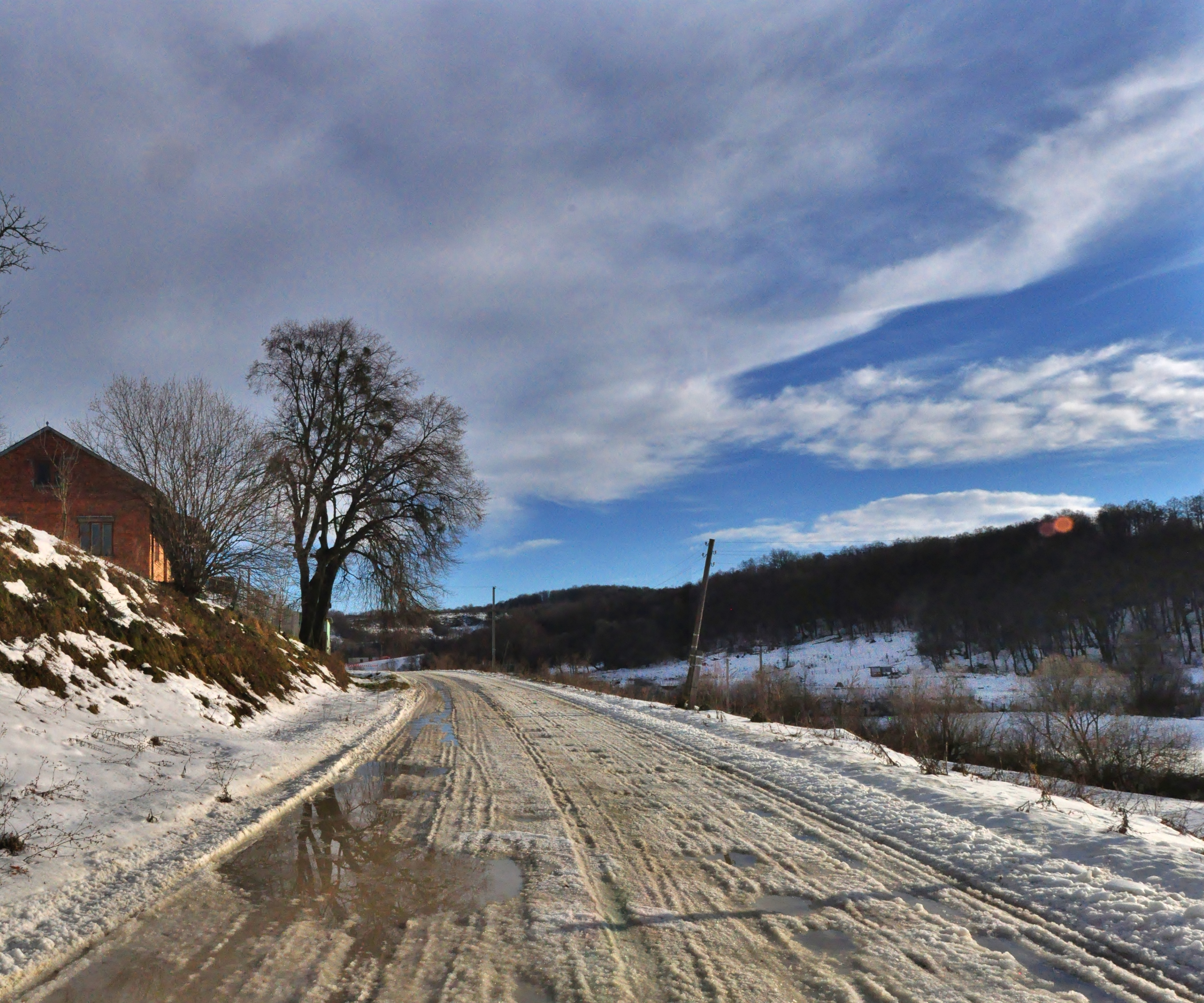
Краєвид села Поляна
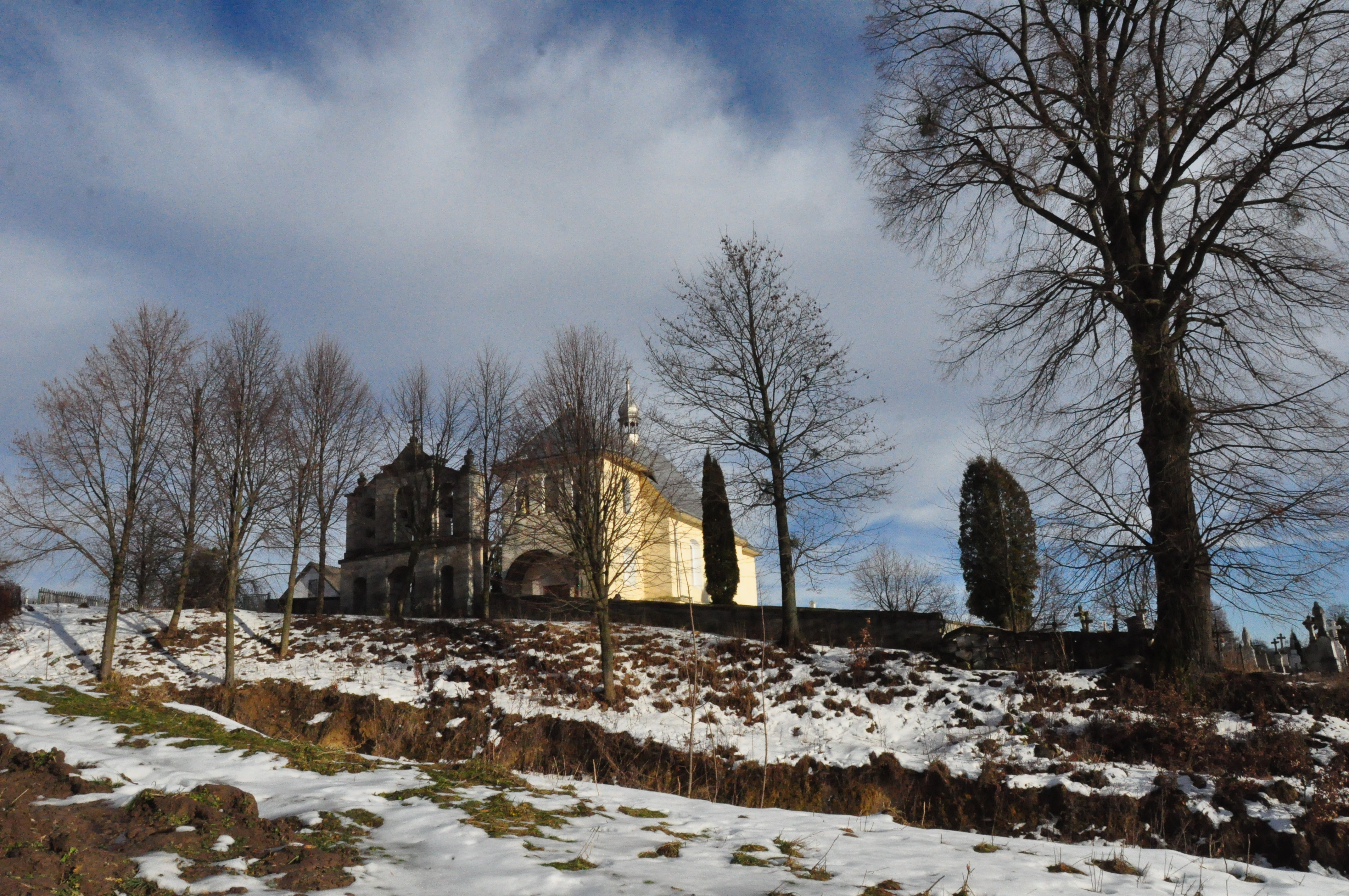
Церква св. Івана Золотоустого (УГКЦ) у с. Поляна
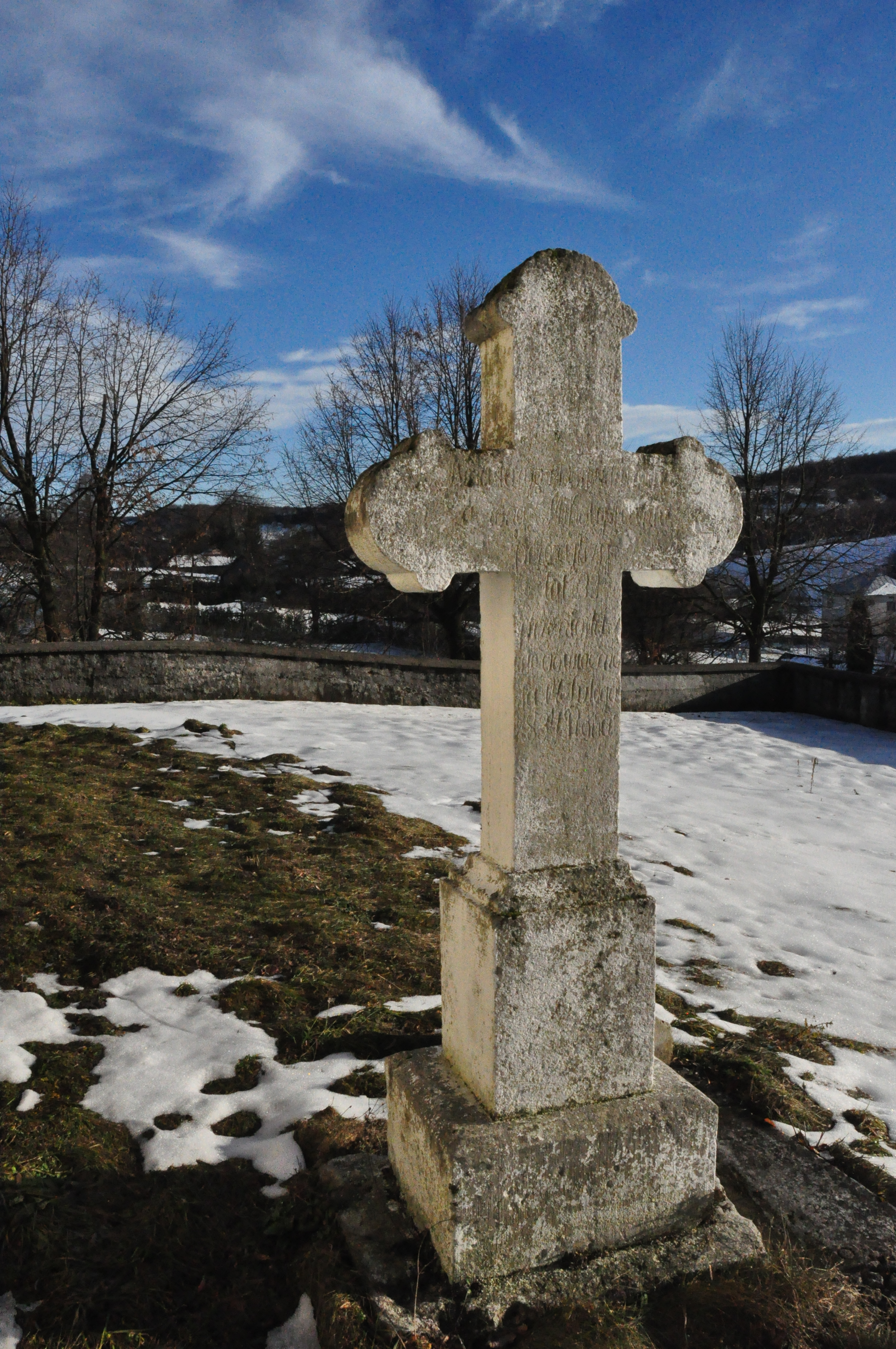
Хрест на цвинтарі у с. Поляна
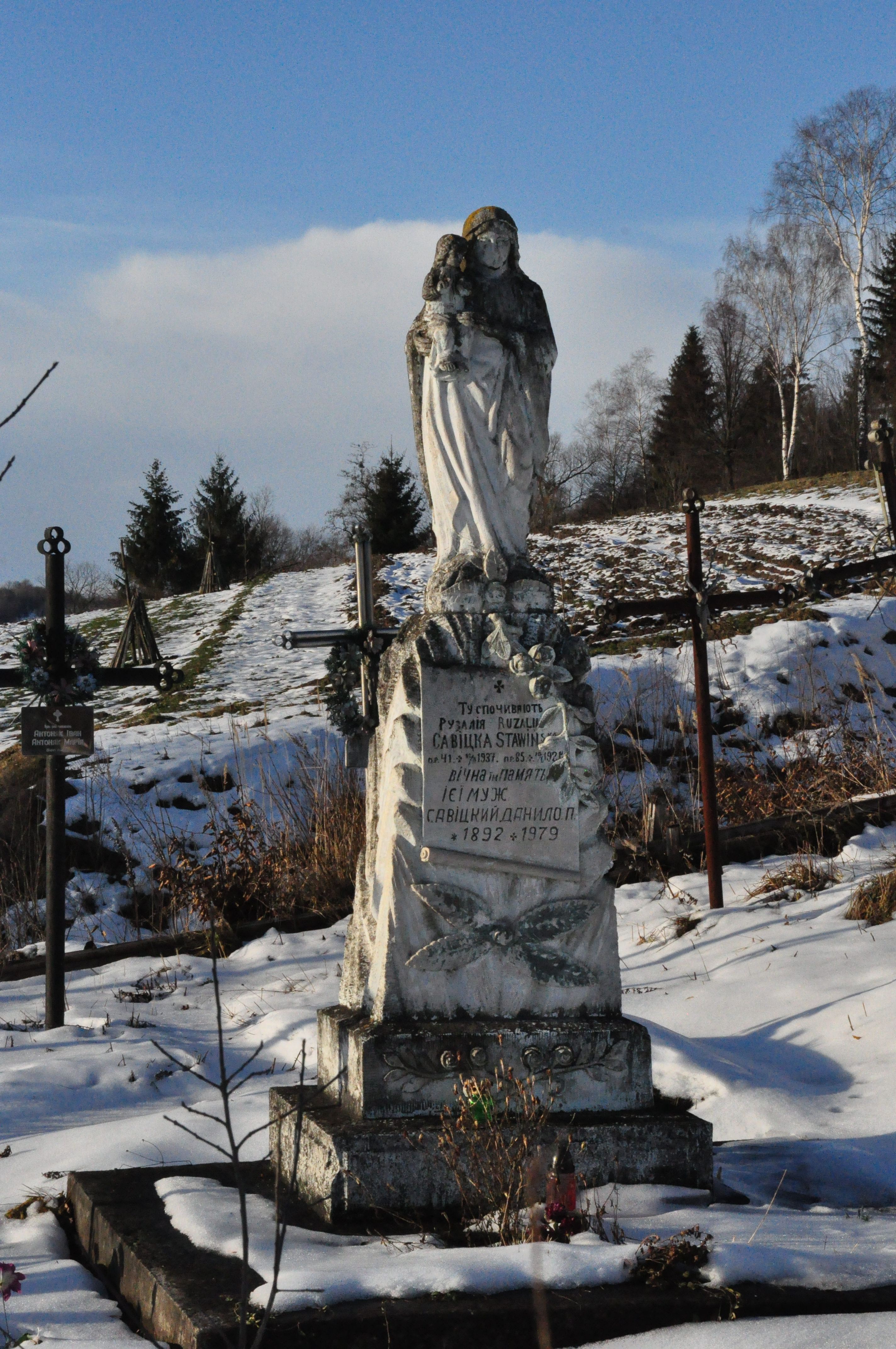
Надгробок на цвинтарі у с. Поляна